# Paul Corazzi
Paul Corazzi, est un résistant français né le 23 janvier 1910 à Marseille (Bouches-du-Rhône) et mort le 3 décembre 1995 à Perpignan (Pyrénées-Orientales).
Il est né dans une famille originaire de Corse.
En juillet 1942, il est nommé par le préfet de Belot président de la commission de criblage au camp de Rivesaltes alors transformé en camp d'internement pour prisonniers politiques, juifs, etc. qui consiste à définir quelles personnes sont aptes à partir pour Drancy. Il a ainsi sauvé près de 300 enfants juifs de la mort. Il entre dans le groupe de résistance de Dorres en 1942 et fournit des renseignements au réseau britannique "Mithridate".

## Décorations
Il est titulaire :
- du titre de Chevalier de la Légion d'honneur,
- de la médaille d'or de la Société d'encouragement au Bien
- du titre de Juste parmi les nations pour avoir sauvé des enfants juifs[1].